# Mordfall Ricky McCormick
Ricky McCormick († ca. 27. Juni 1999) war ein US-amerikanischer Sexualstraftäter und mutmaßlicher Drogenkurier. Um den 27. Juni 1999 wurde er ermordet und seine Leiche in einem Maisfeld im St. Charles County, Missouri, abgelegt, wo er am 30. Juni 1999 gefunden wurde. Der Mörder wurde bislang nicht gefasst. Durch zwei handschriftliche verschlüsselte Notizen, die in McCormicks Taschen gefunden wurden, erregte der Fall größere Aufmerksamkeit. Die Geheimtexte konnten bis heute nicht dechiffriert werden.

## Leben
McCormick wuchs in St. Louis auf, in der Schule war er eher unbegabt und hatte Schwierigkeiten, die jeweilige Jahrgangsstufe zu bestehen. Mit Mühe gelang es ihm zu lesen und zu schreiben, seine Mutter Frankie Sparks beschrieb ihn später als „zurückgeblieben“. Als Jugendlicher hielt er sich von kriminellen Aktivitäten, die in seiner Gegend gang und gäbe waren, zunächst noch fern.
Er brach die Schule ab und schlug sich anschließend mit Gelegenheitsjobs, wie Putzmann, Tellerwäscher, Kellner und Tankwart, durch. Chronische Herzprobleme erschwerten ihm das Berufsleben.
Im November 1992 wurde McCormick, damals 34 Jahre alt, von der Polizei verhaftet, weil er eine Beziehung mit einem jungen Mädchen hatte, mit dem er zwei Kinder gezeugt hatte. Das Mädchen war zu dem Zeitpunkt 14 Jahre alt. Laut den Gerichtsakten schlief McCormick mit ihr, seit sie elf Jahre alt war. Die Identität des Mädchens wurde geheim gehalten. McCormicks Pflichtverteidigerin forderte eine Überprüfung seiner geistigen Verfassung, um eventuell eine Unzurechnungsfähigkeit zu erwirken, allerdings wurde McCormick für zurechnungsfähig erklärt und schließlich wegen sexuellen Missbrauchs einer Minderjährigen zu einer Haftstrafe von drei Jahren verurteilt. Nach elf Monaten wurde er vorzeitig entlassen.

### Vorfälle an den letzten Lebenstagen
In der Nacht vom 14. auf den 15. Juni 1999, ungefähr zwei Wochen vor seinem Tod, kaufte McCormick am Greyhound-Bus-Terminal einen Fahrschein nach Orlando. Dort angekommen, bezog er ein Zimmer im Econo-Lodge-Hotel. Telefonaufzeichnungen verrieten, dass er oder seine Freundin Sandra Jones mehrere Personen in Florida angerufen hatten, Wochen bevor McCormick die Reise antrat. Bisher ist nicht bekannt, wen er während seines Aufenthalts in Orlando getroffen oder was er überhaupt dort getan hatte. Als gesichert gilt dagegen, dass McCormick mit Sandra Jones während seines zweitägigen Aufenthalts in Orlando telefoniert hatte, außerdem rief er mindestens einmal die Tankstelle in St. Louis an, wo er arbeitete.
Jones sagte später bei der Polizei aus, dass sie glaubte, dass McCormick Kurier-Aufträge gegen Bezahlung annahm, bei denen es um den Transport von Marihuana ging. Ihrer Vermutung nach machte er Ausflüge nach Orlando, um dort Marihuana abzuholen und es wieder zurück nach St. Louis zu bringen, wo er eine Wohnung mit seiner Freundin Jones teilte. Das Marihuana wurde in kleine Beutel verpackt und zur Größe eines Baseballs zusammengerollt. McCormick erzählte seiner Freundin, dass er das Marihuana für Baha Hamdallah, den Tankstellenbesitzer, für den er arbeitete, aufbewahrte.
McCormick sprach ungern über seine Ausflüge nach Orlando. Nach seiner letzten Rückkehr wirkte er, laut Jones, ängstlich. Tatsächlich begab sich McCormick nach seiner letzten Rückkehr zweimal in medizinische Behandlung: Am 22. Juni 1999 besuchte er gegen 15:00 Uhr das Barnes-Jewish-Krankenhaus. Er klagte über Kurzatmigkeit und Schmerzen in der Brust. Dies war jedoch nicht ungewöhnlich, da McCormick seit frühester Kindheit an Asthma und eben an chronischen Herzproblemen litt. Er teilte den Ärzten mit, keinen Alkohol oder andere Drogen konsumiert zu haben. Allerdings war McCormick Kettenraucher und trank viel Kaffee, ein Umstand, der zu einer Exazerbation von Asthma führen kann. Nach seiner eigenen Einschätzung konsumierte McCormick mehr als zwanzig Mal täglich koffeinhaltige Getränke.
Die Ärzte schlossen einen Herzinfarkt aus, behielten McCormick aber für zwei Tage im Krankenhaus, welches er schließlich am 24. Juni verließ. Er wurde angewiesen, eine Woche später zu einer Kontrolle zu erscheinen. McCormick besuchte anschließend für ungefähr eine Stunde seine Tante Gloria, zu der er ein gutes Verhältnis hatte. Während seines Besuchs sprach er wenig und lehnte das Angebot seiner Tante, ihn an einen Wunschort zu fahren, ab.
Am nächsten Tag, dem 25. Juni, gegen 17 Uhr suchte McCormick die Notaufnahme des Forest-Park-Krankenhauses auf. Diesmal klagte er über Atemprobleme, die durch Rasenmähen verursacht worden seien. Die Ärzte diagnostizierten einen Asthmaanfall, behielten ihn jedoch nicht im Krankenhaus. Er wurde offiziell um 17:50 Uhr entlassen. Geklärt ist nicht, zu welcher Uhrzeit er das Krankenhaus tatsächlich verlassen hat. Seiner Tante zufolge verbrachte er die Nacht im Wartezimmer und verließ das Krankenhaus am nächsten Morgen. Bisher ist nicht bekannt, ob McCormick medizinische Hilfe wegen tatsächlicher Beschwerden suchte oder ob er diese Bleibe aus Angst vor eventuell ihn verfolgenden Personen aufgesucht hat. Seine Tante Gloria vermutete, dass er möglicherweise vor jemandem, der ihm etwas antun wollte, Zuflucht suchte.
Jones sagte aus, dass sie am 26. Juni gegen 11:30 Uhr mit McCormick telefoniert habe. McCormick teilte mit, dass er das Krankenhaus verlassen habe und auf dem Weg zu einer Amoco-Tankstelle sei, um etwas zu essen. Der letzte Zeuge, der ihn lebend gesehen hat, ist ein Mitarbeiter der Tankstelle, der schilderte, er habe ihn dort am nächsten Tag, dem 27. Juni, gesehen. Gerichtsmediziner sind sich sicher, dass McCormick noch am selben Tag zu Tode gekommen ist.

## Fund des Leichnams
Ein örtlicher Farmer entdeckte den Leichnam McCormicks am 30. Juni 1999 in einem Maisfeld im St. Charles County, Missouri. Der Leichnam lag ca. 24 Kilometer entfernt zu McCormicks Wohnung. McCormick besaß kein Auto, öffentliche Verkehrsmittel fahren nicht an den Fundort. Über die Todesursache gab das FBI lediglich an, dass der Leichnam so stark verwest gewesen sei, dass man die Todesursache nicht mehr feststellen konnte. Die Zeitung Die Welt berichtete, dass ihm die Kehle durchgeschnitten wurde.
Das Maisfeld, in dem McCormick gefunden wurde, ist bereits früher von Kriminellen genutzt worden, um Leichen zu entsorgen. McCormick wurde nach seinem Verschwinden nicht als vermisst gemeldet.

## Verdächtige

### Baha Hamdallah
McCormicks Freundin Jones vermutet, dass Baha Hamdallah, der Tankstellenbesitzer, für den McCormick gearbeitet hat, etwas mit dem Tod McCormicks zu tun haben könnte, weil McCormick allen Anschein nach als Drogenkurier für Hamdallah gearbeitet hat. Sie vermutet weiter, dass McCormick in Orlando einen Fehler gemacht haben könnte, der Hamdallah dazu veranlasst hat, ihn entweder selbst zu ermorden oder jemand anderen dafür zu engagieren.
Hamdallah wurde im Jahr 2000 zu einer 38-jährigen Haftstrafe wegen Mordes an einem Kunden seiner Tankstelle verurteilt, allerdings im Mai 2008 wieder freigelassen, da das Gericht später das Urteil kippte und feststellte, dass Hamdallah aus Notwehr gehandelt hat.

### Gregory Lamar Knox
Das FBI und die Polizei aus St. Louis verdächtigten außerdem auch Gregory Lamar Knox, einen Drogendealer. Knox dealte hauptsächlich in dem Gebiet, in dem McCormick lebte, und gilt auch als Verdächtiger in anderen Mordfällen. Angeblich soll Knox neben seinen Drogengeschäften auch als Auftragsmörder gearbeitet haben. Einem Informanten zufolge war Knox für die Ermordung eines dunkelhäutigen Mannes verantwortlich, der an einer Tankstelle an der Chouteau Avenue gearbeitet hat und dessen Leichnam in ein Gebiet von West Alton geworfen wurde. Die Polizei von St. Louis schließt eine mögliche Zusammenarbeit Knox’ mit Baha Hamdallah nicht aus. Knox selbst bestritt den Mord an McCormick.
Knox wurde im Januar 2001 zu einer Haftstrafe verurteilt, allerdings nicht wegen Mordes an Ricky McCormick, für den es ohnehin keine Beweise gab, sondern wegen illegalem Waffenbesitz und Drogenhandel.

## Die verschlüsselten Notizen
Bekanntheit erlangte der Mordfall Ricky McCormick vor allem durch zwei Zettel, die man bei seinem Leichnam fand. Auf den Zetteln sind verschlüsselte Buchstaben- und Zahlenkombinationen zu lesen. Das FBI hielt den Fund der Notizen lange geheim, doch da es und andere engagierte Experten den Inhalt der Zettel nicht dechiffrieren konnten, wandte es sich 2011 an die Öffentlichkeit. Zahlreiche Hobby- und Berufskryptographen haben sich seitdem an den Notizen versucht, bisher ohne Erfolg. Die Notizen bleiben ungelöst.
Es ist nicht klar, ob Ricky McCormick die Notizen überhaupt selbst geschrieben hat, da er, laut seiner Mutter, gerade noch seinen eigenen Namen schreiben konnte, allerdings habe er in seiner Kindheit ab und an ähnliche verschlüsselte Texte zu Papier wie auf den gefundenen Zetteln gebracht. Ricky McCormicks Familie bezweifelt, dass er die Notizen selbst angefertigt hat. Die Zettel könnten Botschaften enthalten, die mit McCormicks Drogenkurieraufträgen zu tun hatten.
Die gefundenen Notizen sahen wie folgt aus:
| #        | Original | In abgetippter Form |
| 1. Notiz | | P1 (MND MKNE M RSE-N-S-M-KNARE) (ACSM) TFRNE NPINSE NPBSE RCB RNSE NPRSE INC PRSE N MRSE OPRE HLD WLD NCBE (TFXLF TCXLF NCBE) AL-PR PPI T XLY PPIY NCBE MGKSE WLD RCB RNSE PRSE WLD RCB RNSE NT SSNE NTKSE-CRSLE-CITRSE WLD NCBE AL WLD NCBE TSME LRSE RLSE U R GLSNE AS N WLD NCBE (NOPFSE NLSRE NCBE) NTE G D DMN SENCURE RCBRNE (TENE TFRNE NCBRTSE NCBE INC) (FLRSE PRSE ON DE 71 NCBE) (CDNSE PRSE ON SFE 74 NCBE) (PR+SE PRSE ON REDE 75 NCBE) (TF NRCMSP SOLE MRDE LUSE TOTE WLD N WLD NCBE) (194 WLD’S NCBE) (TRFXL) |
| 2. Notiz | | ALPNTE GLSE – SE ER+E VLSE MTSE-CTSE-WSE-FRTSE PNRTRSE ONDRSE WLD NCBE N WLD XLRCMSP NE WLD S TS MEXL DULMT 6 TUNSE NCBEXC |
| 2. Notiz | (MUNSARSTEN MU NARSE) KLSE-LRSTE-TRSE-TRSE-MKSEN-MRSE (SAEG NSE SE N MRSE) | |
| 2. Notiz | NMNRCBRNSEP+E 2PTEWSRCBKNSE 26 MLSE 74 SPRKSE 29KCNOS OLE 175 RTRSE 35 SLE CLGSE UUNUTKEDKRSE PSESHLE 651 MTCSE HTLSE NCUTC TRS NMRE 99.84.52 UNEPLSENCRSEAOLTSENSKSENRSE NSREONSE PUTSEWLD NCBE (3 XORL) | |
| 2. Notiz | DNMSE NRSE 1N2 NTRLERC BRNSE NTSRCRSNE LSPNSE N GSPSE MKSE RBSE NEBE AU XL 'R HM CRE N MRE NCBE 1/2 MUNDDLSE                                                                                              | |
| 2. Notiz | D-W-M-4 HPL XDRLX | |